# 조혜연
조혜연(趙惠連, 1985년 6월 7일~)은 대한민국의 여자 바둑 기사이다.

## 약력
- 1995년: 쌍용배 바둑여왕전 우승(대 김세영 아마 5단), 이붕배 준우승(대 최철한)
- 1996년: 아마여류국수전 우승, 오리온배 우승
- 1997년: 2회 삼성화재배 아마 바둑오픈 본선, 입단(최종전에서 한해원 아마 5단을 물리쳐 성공). 여류국수전 본선. 보해컵 본선
- 1998년: 여류국수전 본선
- 1999년: 2단 승단. 제1기 여류명인전 본선. 제1회 흥창배 준우승.
- 2000년: 제5기 여류국수전 준우승. 제2회 흥창배 본선.
- 2001년: 3단 승단. 바둑TV배 신예연승 최강전 본선
- 2002년: 호작배 본선. 제8기 여류국수전 준우승. 정관장배 본선
- 2003년: 제4기 여류명인전 준우승. 4단 승단(6월). 제3기 신예연승최강전 본선. 제9기 여류국수전 우승(대 루이나이웨이). SK가스배 신예프로10걸전 본선. 바둑대상부문 여류기사상 수상
- 2004년 제5기 여류명인전 우승(대 루이나이웨이). 제8회 SK가스배 신예프로10걸전 7위. 5단 승단(3월). 제4기 오스람코리아배 신예연승최강전 본선. 제15기 비씨카드배 신인왕전 결선진출(본선4연승). 바둑대상부문 여류기사상 수상
- 2005년 제6회 여류명인전 준우승 (대 루이나이웨이. 제15기 비씨카드배 신인왕전 결선진출. 6단 승단(4월). 제10기 여류국수전 우승(대 윤영선, 2연패 달성). 제2회 전자랜드배 왕중왕전 주작부 우승.
- 2006년 제7회 여류명인전 준우승 (대 루이나이웨이). 제3기 전자랜드배 왕중왕전 주작부 준우승(대 루이나이웨이)- 왕중왕전 8강 진출. 제11기 박카스배 천원전 16강. 제11기 여류국수전 준우승
- 2007년 제8회 여류명인전 준우승 (대 루이나이웨이). 제12기 여류국수전 준우승(대 루이나이웨이 9단 0:2) 2007 한국바둑리그 본선 진출, 제3기 원익배 십단전 본선진출, 제12회 삼성화재배 본선 진출
- 2008년 제9회 여류명인전 준우승(대 루이나이웨이 9단 0:2), 2008 한국바둑리그 본선, 제2기 지지옥션배 본선, 한국관광공사 명예홍보대사에 위촉, 8단으로 승단
- 2009년 제10기 여류명인전 준우승(대 루이나이웨이 9단 1:2) 제1회 BC카드배 본선32강 진출, 제3기 지지옥션배 본선 진출, 제15기 여류국수전 본선, 제52기 국수전 본선 진출
- 2010년 제11기 여류명인전 준우승(대 루이나이웨이 9단 1:2), 제12기 여류국수전 준우승(대 루이나이웨이 9단 0:2), 제4기 지지옥션배 본선 진출, 2010년 아시안 게임 바둑 여자단체 금메달(대 중국), 아시안게임 금메달에 의한 특별 9단승단
- 2011년 제12기 여류명인전 준우승(대 루이나이웨이 9단 1:2), 제13기 여류명인전 본선 진출(전기 준우승 시드) 제1회 황룡사가원배 여자단체전 준우승(1승2패)
- 2012년 한국바둑리그 SK에너지 소속, 제1회 화정차업배 3전 전승 우승 (3개국 단체전 한국: 박지은,김혜민,조혜연 전원 전승) 06.22 제6기 지지옥션배 본선 진출(랭킹시드), 제1기 여류십단전 우승(대 김혜민 1-0)

## 특기사항
- 조훈현, 이창호에 이어 역대 최연소 입단기록 3위(11세 10개월)
- 정자초등학교
- 선린중학교
- 선린인터넷고등학교
- 고려대학교 영어영문학과